# ヒップハング

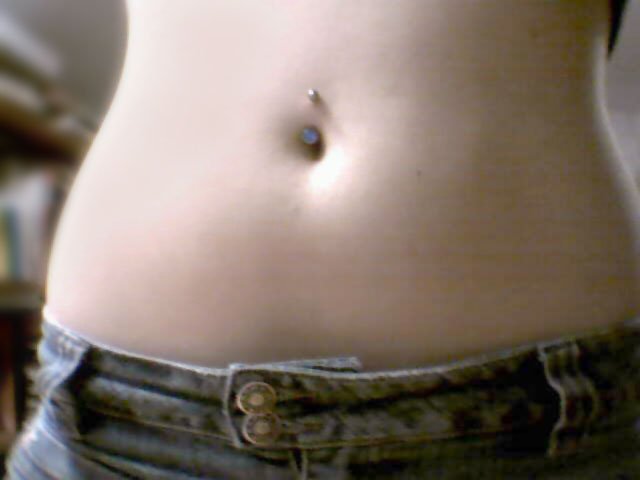
ヒップハガーのパンツ

ヒップハガー（英語：Hip-huggers）とは、衣服のデザインの一つ。
ズボンやスカートなどの股上（股から腰までの丈）を浅くし、骨盤の骨（腰骨）やでん部のふくらみで留めるようにして穿くものを指す。「ヒップボーン」「ヒップハガー」「ローウエスト」などと呼ばれる。

## 概要
「ヒップボーン」の呼称で1960年代から1970年代にかけて流行した後、1990年代後半に呼称を変えて再流行した。
特に、女性が身につけると、骨盤やでん部の張りを強調してウエストをスマートに見せることができる。
ヒップハガーのボトムはややゆとりがあり、すとんとしたデザインに作られていることが多く、腰骨から重力にしたがってまっすぐ落ちていくシルエットとなり、脚を美しく見せることもできる。
男性向けのボトムは、体型の都合上、女性よりも股上が浅くヒップハングに近いデザインが流行に関係なく多い。洋服だけでなく和服においても、男性の帯は腰骨の辺りで締めると格好良いとされる。
ヒップハガーのボトムは股上が浅く、ベルトライン部分が身体から離れているため、ショーツ（パンティー）などの下着が見えやすい。これを防止するためには、同様に股上の浅いデザインとなった下着を用いる例もある。